# Hosiojärvi (Övertorneå socken, Norrbotten)
Hosiojärvi är en sjö i Övertorneå kommun i Norrbotten och ingår i Torneälvens huvudavrinningsområde. Hosiojärvi ligger i Torne och Kalix älvsystem Natura 2000-område.